# Emanuel Couto
Emanuel Couto es un exjugador profesional de tenis nacido el 6 de agosto de 1973 en Guarda, Portugal.

## Títulos (1)

### Individuales (0)
| Leyenda                |
| Grand Slam (0)         |
| Tennis Masters Cup (0) |
| ATP Masters Series (0) |
| ATP Tour (0)           |

### Dobles (1)
| Leyenda                |
| Grand Slam (0)         |
| Tennis Masters Cup (0) |
| ATP Masters Series (0) |
| ATP Tour (1)           |

| N.º | Fecha               | Torneo           | Superficie    | Pareja                   | Oponentes en la final                     | Resultado   |
| --- | ------------------- | ---------------- | ------------- | ------------------------ | ----------------------------------------- | ----------- |
| 1.  | 10 de junio de 1996 | Oporto, Portugal | Tierra batida | Bernardo Mota (Portugal) | Joshua Eagle / Andrew Florent (Australia) | 4-6 6-4 6-4 |

### Finalista en dobles (1)
- 1995: Casablanca (junto a Joao Cunha-Silva pierden ante Tomás Carbonell y Francisco Roig)